# Gynoplistia hotooworry
Gynoplistia hotooworry là một loài ruồi trong họ Limoniidae. Chúng phân bố ở miền Australasia.